# Alain Prieur
Pour les articles homonymes, voir Prieur.
Alain Prieur est un cascadeur français né le 4 juillet 1949 à Salon-de-Provence et mort le 4 juin 1991 à Thèze.

## Records
Il bat, le 9 octobre 1988, le record du monde du saut en longueur à moto (84,30 m) en sautant du tremplin de ski des Jeux olympiques d'hiver de 1968 sur la commune de Saint-Nizier-du-Moucherotte qui surplombe la ville de Grenoble,,,. Ce cascadeur a associé la moto et le parachutisme dans les années 1980, en sautant sur sa moto la falaise de 300 mètres de haut des Gorges du Verdon dans les Alpes du sud, pour ensuite s'éjecter en base jump. 
Le 10 octobre 1986, au Burkina Faso, il saute d'un avion à 4 000 m d'altitude sans parachute,. Deux de ses coéquipiers (dont Patrick de Gayardon) lui ont amené le parachute en cours. Alain Prieur l'a installé et ouvert avant la limite. C'est une première mondiale. Il renouvelle ce saut en mai 1987 au-dessus de l'aéroport de Gap. C'est en rééditant cette cascade presque à l'identique, qu'il avait nommée « Risque zéro », (passage d'un planeur à un autre, situés l'un en dessous de l'autre, sans parachute) qu'il a chuté et s'est tué. Ses collègues lui ont apporté le parachute, mais il y a eu des problèmes pour l'installer. En effet, un seul mousqueton sur les deux a pu être installé et verrouillé, et au moment de l'ouverture celui-ci a cédé. Il est enterré au cimetière de Forcalquier.
Le stade de Forcalquier porte le nom d'Alain Prieur.

## Publication
- Alain Prieur avec la collaboration de Bernard Dussol (préface d'Alain Prost), Alain Prieur : Cascadeur, Arthaud, 1989, 212 p. (ISBN 2-7003-0777-1)